# Casa del poeta Juan Parra del Riego
La casa del poeta Juan Parra del Riego es una casa en la ciudad de Huancayo, Perú. Se encuentra en el corazón de la zona monumental de la ciudad y desde 1988 ha sido declarado Monumento Histórico del Perú.
La casa se ubica en la cuarta cuadra de la Calle Real, la principal vía de la ciudad, frente a la Plaza Constitución, principal espacio urbano de la ciudad. Consta de dos plantas destacando, en el primer nivel, tres puertas y, en el segundo, cuatro balcones mínimos y antepechos formados por columnas de madera. Su uso actual es comercial.
En esta casa nació y vivió en su infancia el poeta Juan Parra del Riego. El 12 de noviembre de 1988 se publicó la Resolución Jefatural N° 284-88-INC/J de fecha 18 de mayo de ese año mediante la cual el Instituto Nacional de Cultura declaró este inmueble como Monumento Histórico Nacional.